# Shardul Bikram Shah
Shardul Bikram Shah es un diplomático indio jubilado.
- Shardul Bikram Shah fue hijo del maharajá de Tehri Garhwal y hermano del entonces maharajá.
- En 1948 ingresó al Servicio Exterior.
- De 1950 a 1952 fue secretario de embajada en Roma.
- De 1952 a 1955 fue secretario de embajada en Bruselas
- De 1955 a 1956 fue secretario de embajada en Kuala Lumpur Singapur (Malasia)).
- De 1957 a 1962 fue Encargado de negocios en Dublín (Irlanda).
- Del 19 de septiembre de 1962 a septiembre de 1965 fue embajador en Vientián (Laos).
- De 1966 al 08 de enero de 1969 fue jefe de Protocolo en el Ministerio de Asuntos Exteriores.
- Del 08 de enero de 1969 a 1972 fue embajador en Madrid.
- Del 1972 al 18 de octubre de 1979 fue Alto Comisionado en Acra (Ghana) con acrecición como embajador en Monrovia (Liberia) y comisión en Freetown (Sierra Leona).
- De 17 de diciembre de 1976 al octubre de 1977 fue embajador en Helsinki (Finland).
- De octubre de 1977 a junio de 1979 fue embajador en Ankara (Turquía).[1]